# Triángulo de verano

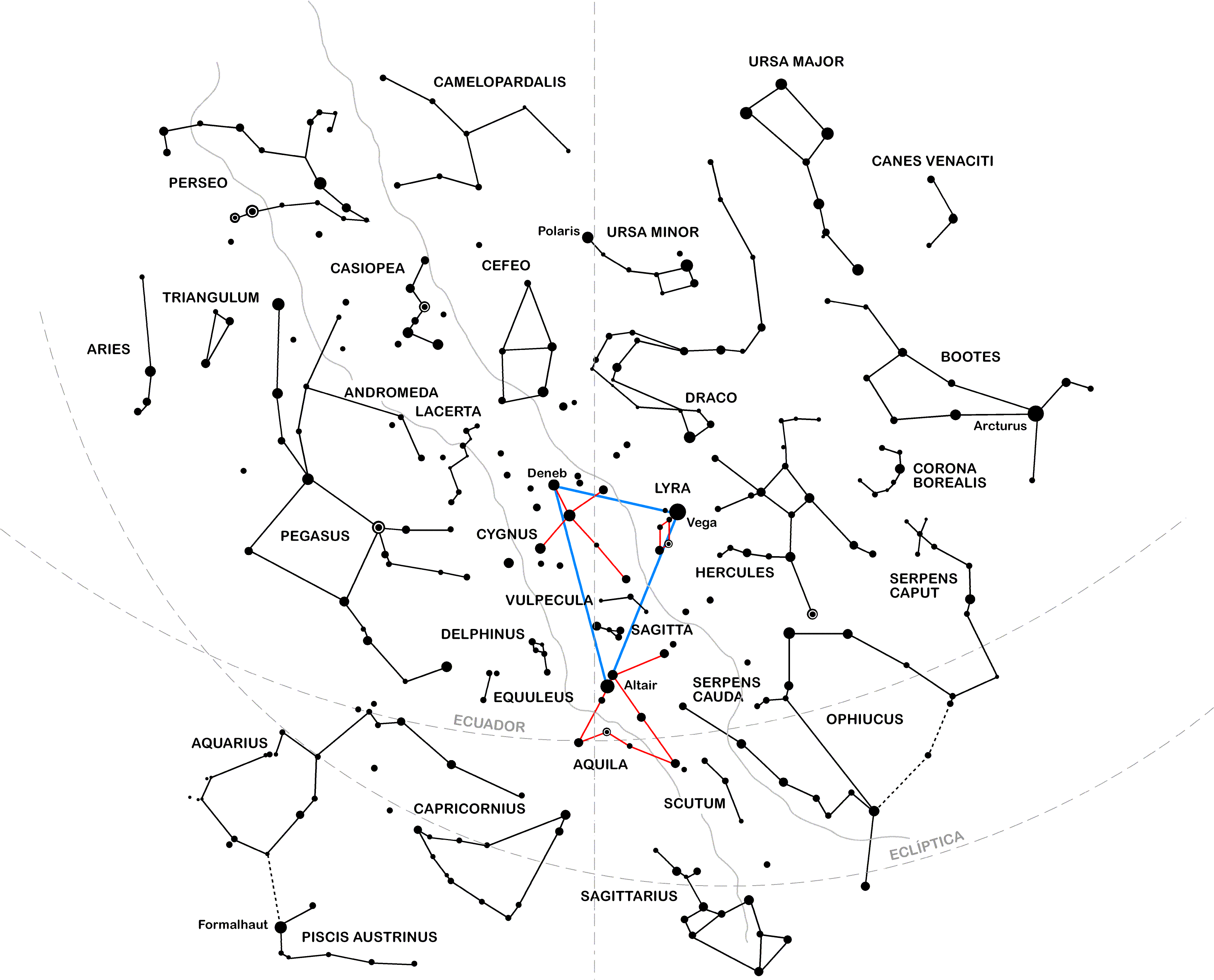
Aspecto del firmamento durante agosto, con el Triángulo de verano

El Triángulo de verano o Triángulo estival es un asterismo (o seudoconstelación) que dibuja un triángulo imaginario en el hemisferio norte de la esfera celeste; sus vértices son las estrellas Altair, Deneb y Vega, y conecta las constelaciones Aquila, Cygnus y Lyra respectivamente.
El asterismo fue trazado a finales de los años 1920 por el astrónomo Owald Thomas quien se refería a estas estrellas como el “Gran Triángulo” y en 1934 pasó a llamarse el Triángulo de verano.

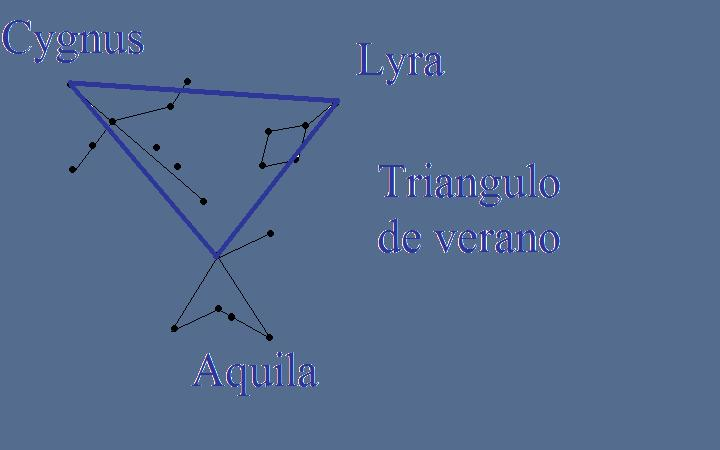

Se encuentra situado por encima de latitudes del medio norte durante los meses de verano, pero también se puede ver durante la primavera muy temprano por la mañana. En otoño el triángulo es visible por la tarde hasta noviembre. Desde el hemisferio sur aparece invertido y cerca del horizonte durante los meses de invierno.

## Estrellas del Triángulo de verano
| Nombre | Constelación | Magnitud aparente | Luminosidad (× solar) | Tipo espectral | Distancia (años luz) |
| ------ | ------------ | ----------------- | --------------------- | -------------- | -------------------- |
| Vega   | Lyra         | 0.03              | 52                    | A0             | 25                   |
| Deneb  | Cygnus       | 1.25              | 70000                 | A2             | 3230                 |
| Altair | Aquila       | 0.77              | 10                    | A7             | 16.6                 |

## En la cultura popular

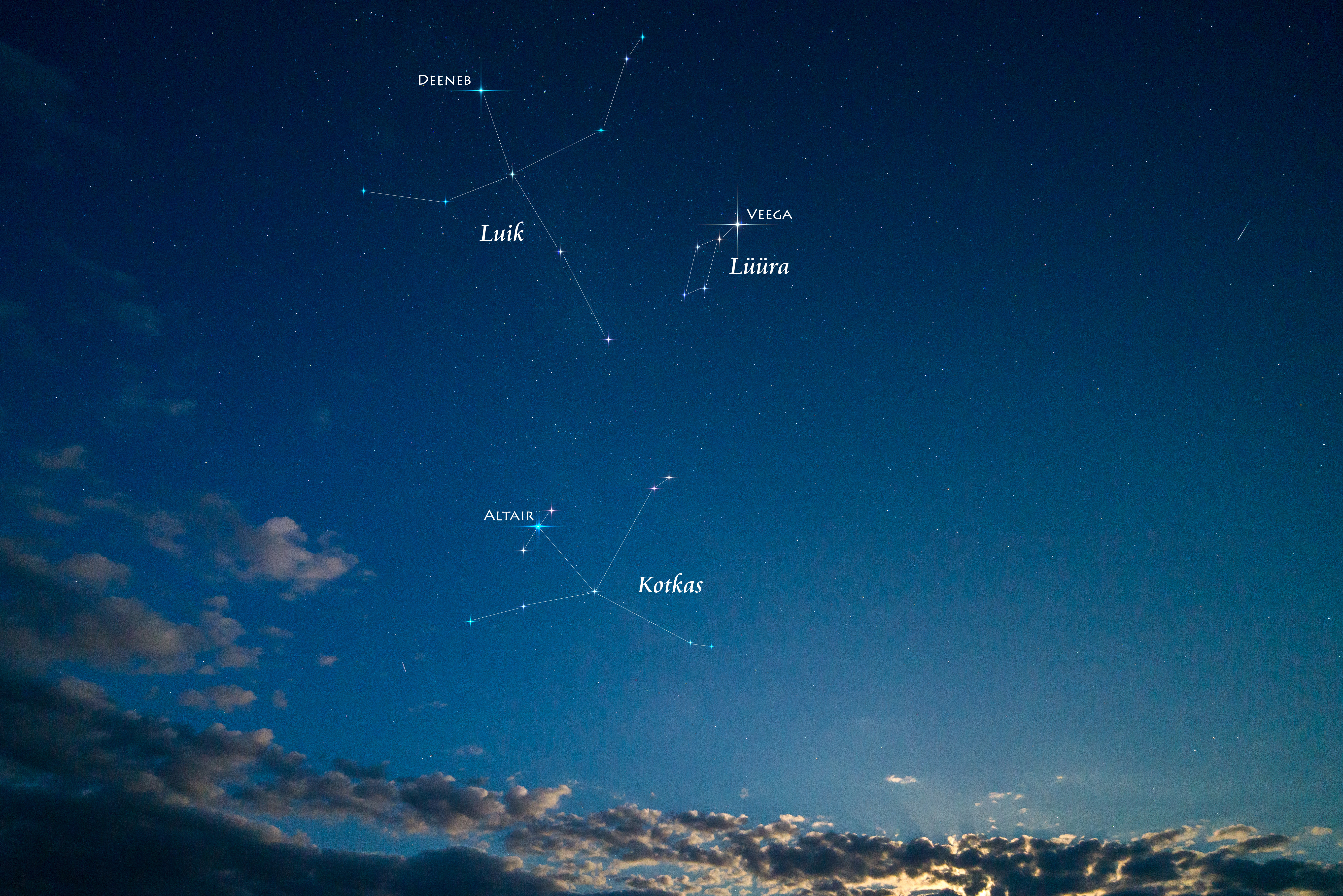
Triángulo de verano con las estrellas Altair, Deneb y Vega, en las constelaciones de Aquila, Cygnus y Lyra. Fotografiado en una noche de verano iluminada por la luna en Estonia.

En el capítulo 12 del anime Bakemonogatari, Hitagi Senjougahara lleva a su novio, Koyomi Araragi, para ver el cielo estrellado, y le enseña el triángulo del verano.
En la canción 君の知らない物語 (Kimi no Shiranai Monogatari), de Supercell, se menciona en la letra el nombre de las tres estrellas: « 'Esas son Deneb, Altair y Vega'. El Triángulo del Verano al que tú apuntas, lo recuerdas y miras al cielo ». Este sencillo de Supercell fue usado como ending del anime Bakemonogatari.
Las estrellas Vega y Altair son usadas para describir la historia clásica japonesa de la princesa y el pastor de bueyes, en la festividad del Tanabata. Una historia de dos amantes, Orihime (Vega) y Hikoboshi (Altair), que son separados por un río de estrellas (Vía Láctea), y solo se les permite verse una vez al año, el 7 de julio. Esta historia es de origen chino, y la festividad también se realiza en China y Corea.